# Swanton Abbott
Swanton Abbott est un village et une paroisse civile du Norfolk, en Angleterre.